# Leymus alaicus
Leymus alaicus là một loài thực vật có hoa trong họ Hòa thảo. Loài này được (Korsh.) Tzvelev mô tả khoa học đầu tiên năm 1960.